# Maximilian Vološin
Maximilian Alexandrovič Kirienko-Vološin, rusky Максимилиа́н Алекса́ндрович Кирие́нко-Воло́шин (28. května 1877, Kyjev – 8. listopadu 1932, Koktěbel) byl ruský básník, překladatel a literární kritik rusko-německého původu, představitel symbolismu.

## Životopis
Dětství strávil na Krymu. Studoval na Moskevské univerzitě, ale roku 1899 byl vyloučen kvůli účasti na radikálním studentském hnutí. Poté cestoval po Rusku, často pěšky. Nakonec se usadil znovu na Krymu, kde roku 1910 vydal první básnickou sbírku. Roku 1914 vydal knihu esejů. Za první světové války žil ve Švýcarsku a ve Francii. Ve Švýcarsku se přitom setkal se zakladatelem antroposofie Rudolfem Steinerem a jeho pohled na svět do značné míry přijal.  Roku 1916 se vrátil do Ruska a usadil se znovu na Krymu, kde už dožil. Během občanské války ve svém domě skrýval ohrožené lidi, bělogvardějce i bolševiky. Po vítězství bolševiků se zřekl soukromého majetku a pozval do svého domu řadu spisovatelů, aby ho s ním volně sdíleli. Přesto se nestal komunistou a pro režim byl nepohodlný, takže v letech 1928-1961 nevyšla v Rusku jediná jeho práce.
Velkým tématem jeho poezie byla ruská historie, příroda a Krym. Překládal zejména z francouzštiny. V závěru života též maloval akvarely.